# Axinaea dependens
Axinaea dependens är en tvåhjärtbladig växtart som beskrevs av Hipólito Ruiz López, Pav. och David Don. Axinaea dependens ingår i släktet Axinaea och familjen Melastomataceae.
Artens utbredningsområde är Peru. Inga underarter finns listade i Catalogue of Life.